# Восход (Кемеровская область)
Восход — посёлок в Промышленновском районе Кемеровской области. Входит в состав Плотниковского сельского поселения.

## География
Центральная часть населённого пункта расположена на высоте 234 метров над уровнем моря.

## Население
По данным Всероссийской переписи населения 2010 года, в посёлке Восход проживает 266 человек (132 мужчины, 134 женщины).